# Пестун, Мотик Семёнович
Пестун Мотик Семёнович (14 декабря 1925, Могилёв — 2 января 1978, Саратов) — советский учёный-юрист, кандидат юридических наук, доцент Саратовского юридического института им. Д. И. Курского, видный специалист судебной экспертизе и криминалистике.

## Биография
Мотик Семёнович Пестун родился 14 декабря 1925 года в городе Могилёве в семье Симхи Ароновича Пестуна (1892—1962) и Любови Шлеймовны Пестун (1900—1969).
Призван на военную службу в марте 1943 года Красноармейским РВК Саратовской области. Службу проходил в Объединенной школе ВМС (г. Энгельс). Демобилизован в марте 1950 года в звании лейтенанта.
Член КПСС с мая 1947 года.
В 1955 году окончил курсы экспертов-криминалистов в Москве.
С 1960 года работал преподавателем, затем, после защиты диссертации, доцентом на кафедре криминалистики Саратовского юридического института им. Д. И. Курского.
26 июля 1968 года — защита диссертации на соискание ученой степени кандидат юридических наук на тему «Механизм образования следов на гильзах и капсюлях и методика эксперимента при идентификации по ним огнестрельного оружия» под руководством доктора юридических наук, профессора Дмитрия Павловича Рассейкина. Оппонентами выступали такие видные ученые криминалисты, как доктор юридических наук, профессор Андрей Васильевич Дулов и доктор юридических наук, профессор Борис Максимович Комаринец.
В сферу научных интересов Пестуна М. С. входило исследование огнестрельного оружия.
Умер 2 января 1978 года. Похоронен на еврейском кладбище г. Саратова.

## Публикации

### Книги, монографии, учебные пособия
- Пестун М. С. Механизм образования следов на гильзах и капсюлях и методика эксперимента при идентификации по ним огнестрельного оружия. — Автореф. дис. ... канд. юрид. наук. — Саратов, 1968. — 16 с.
- Пестун М. С. Основы механизма образования следов на гильзах и капсюлях. — Саратов: Приволжское книжное издательство, 1969. — 87 с.
- Пестун М. С., Иванов Л. А., Козлов В. В., Крылов И. Ф., Кутушев В. Г., Хлынцов М. Н., Цветков П. П., Чугунов М. С. Вопросы криминалистики и судебной экспертизы / Степанов В. В.. — Межвузовский научный сборник. — Саратов: Издательство Саратовского государственного университета, 1976. — 152 с.

### Статьи
- Пестун М. С. Применение холостых патронов к автоматам системы Калашникова (АК) и самозарядным карабинам Симонова (СКС) // Вопросы криминалистики и судебной экспертизы. Материалы научной конференции : сборник. — Душанбе, 1962. — Вып. 2. — С. 57—259.
- Пестун М. С. Возможности использования аэрозолей в криминалистике // Актуальные вопросы советской юридической науки : сборник. — Саратов: Издательство Саратовского государственного университета, 1978. — Вып. 2. — С. 146—148.
- Пестун М. С. Вопросы сохранения вещественных доказательств — объектов идентификации // Вопросы теории и практики предварительного следствия в органах внутренних дел. По материалам научно-практической конференции, посвященной десятилетнему юбилею со дня образования предварительного следствия в МВД СССР : сборник. — Саратов, 1973. — С. 94—101.
- Пестун М. С. К вопросу о возможностях криминалистического исследования изделий кустарного изготовления // Экспертная техника : журнал. — Москва, 1967. — Вып. 20. — С. 32—36.
- Пестун М. С. Понятие самодельного огнестрельного оружия // Саратовский юридический институт им. Д. И. Курского. Ученые записки : журнал. — Саратов, 1964. — Вып. 11. — С. 177—183.
- Пестун М. С. Сохранение вещественных доказательств-объектов идентификации огнестрельного оружия // Саратовский юридический институт им. Д.И. Курского. Ученые записки. : сборник. — Саратов, 1968. — № 17. — С. 78—89.
- Пестун М. С. Почерковедческое исследование рукописных документов, размноженных методом упрощенного копирования // Теория и практика криминалистики и судебной экспертизы : сборник. — Саратов, 1978. — Вып. 2. — С. 19—26.
- Пестун М. С. Следы, оставляемые бойками пистолетов с подвижными стволами // Теория и практика криминалистики и судебной экспертизы : сборник. — Саратов, 1978. — Вып. 3. — С. 10—16.

## Награды
- Медаль «За победу над Германией в Великой Отечественной войне 1941—1945 гг.» (1945)
- Медаль «30 лет Советской Армии и Флота» (1948)